# カンブレー包囲戦 (1677年)
カンブレー包囲戦（カンブレーほういせん、フランス語: Siège de Cambrai）は、仏蘭戦争中の1677年3月20日から4月19日にかけて行われた、フランス王国によるカンブレーの包囲。

## 背景
神聖ローマ帝国の封土であったカンブレー司教領はフランス王国との辺境近くに位置していた。カンブレーは1543年以降スペインにより統治されていたが、フランス王国はカンブレーを度々包囲した。1477年にルイ11世が、1581年から1595年までアンリ3世とアンリ4世がカンブレーを包囲した。
シュリー公爵、次いでリシュリュー枢機卿はフランスの栄光を取り戻し、版図をガリア人の地に広げるという政策を推進、アルトワ伯領やエノー伯領、そしてネーデルラント連邦共和国の州を併合しようとした。ルイ14世の時代、カンブレーは1649年と1657年にフランスに包囲された。
1667年、ルイ14世は王妃マリー・テレーズ・ドートリッシュの継承権を主張してネーデルラント継承戦争を始めた。彼はスペインの摂政マリアナ・デ・アウストリアに継承権の要求を告知すると、返事も待たずに5月に進軍を開始した。フランス軍は1667年夏にシャルルロワ包囲戦、トゥルネー包囲戦、ドゥーエー包囲戦、リール包囲戦と連勝、1668年2月にはフランシュ＝コンテも占領した。1668年のアーヘンの和約により、スペインはシャルルロワ、バンシュ、アト、ドゥーエー、トゥルネー、アウデナールデ、リール、アルマンティエール、コルトレイク、ベルグ、フールネを割譲した。
これらの町を征服したのはよかったが、守備できる前線にはならなかった。スペインの要塞がまだサントメールとイーペルの間、およびヴァランシエンヌとカンブレーの間と2箇所も残っていた。カンブレーはブシャンとヴァランシエンヌを除いてスペイン領ネーデルラントとつながっておらず、ネーデルラントの地図では半島のように見え、1659年のピレネー条約でフランス領になった西のアラスと東のル・ケスノワとランドルシーの間に位置した。1673年、セバスティアン・ル・プレストル・ド・ヴォーバンはルーヴォワ侯爵に手紙を書き、守備上ではより正方形に近い辺境のほうが望ましいと説いた。
1672年、仏蘭戦争が勃発した。27万9千人以上のよく編成された軍勢と強力な砲兵を持つフランス軍は当時ヨーロッパ最強であり、一方スペイン領ネーデルラントの要塞の駐留軍はたかが数千人であり、しかも多くが給料をまともに支払われていない傭兵やブルジョワ部隊だった。
1676年初、フランス軍はブシャンとコンデを占領した。ヴァランシエンヌも包囲戦の末1677年3月17日に強襲され落城した。ルイ14世は「国境を永遠に確保」すべく、カンブレーを落とすことを決め、自らカンブレーに向かったほか、王弟のオルレアン公はサントメールを包囲した。

## カンブレーの状況
カンブレーの守備は格別だった。ボアローによると、スペイン王はカンブレーをフランドルのそれ以外の地域よりも重要視し、カンブレーもフランス軍の侵攻を幾度も撃退したことで知られた。
スペイン王カルロス2世はカンブレーをフランスへの側面攻撃のための基地としてみていた。ボアローによると、フランスではスペインがサントメールとカンブレーを失うとネーデルラント全体も危機に陥るためそれらを守るために最大の努力をするとみていた。
カンブレーの守備は南と西ではスヘルデ川により浸水しており、北東では1543年にカール5世の命令で建てられたカンブレー城に守られていた。天気は寒く、雨雪交じりで包囲軍に不利だった。
一方、カンブレーは孤立していて外からの助けを期待できなかった。ポール・ペリッソンによると、総督のペドロ・デ・サバラは老齢で弱く、駐留軍はスペイン人が主だったが「スペイン人の本質を忘れ」、城塞は名声はあるが小さく、接近してからの砲撃に弱いという。
ルーヴォワ侯爵はスパイを送ってカンブレー住民の状況について調べ、彼らが好戦的ではなくスペインに特段忠実だったわけでもなかった。また、ヴァランシエンヌがあっという間に陥落したため、抵抗する士気もなかったという。

## 包囲

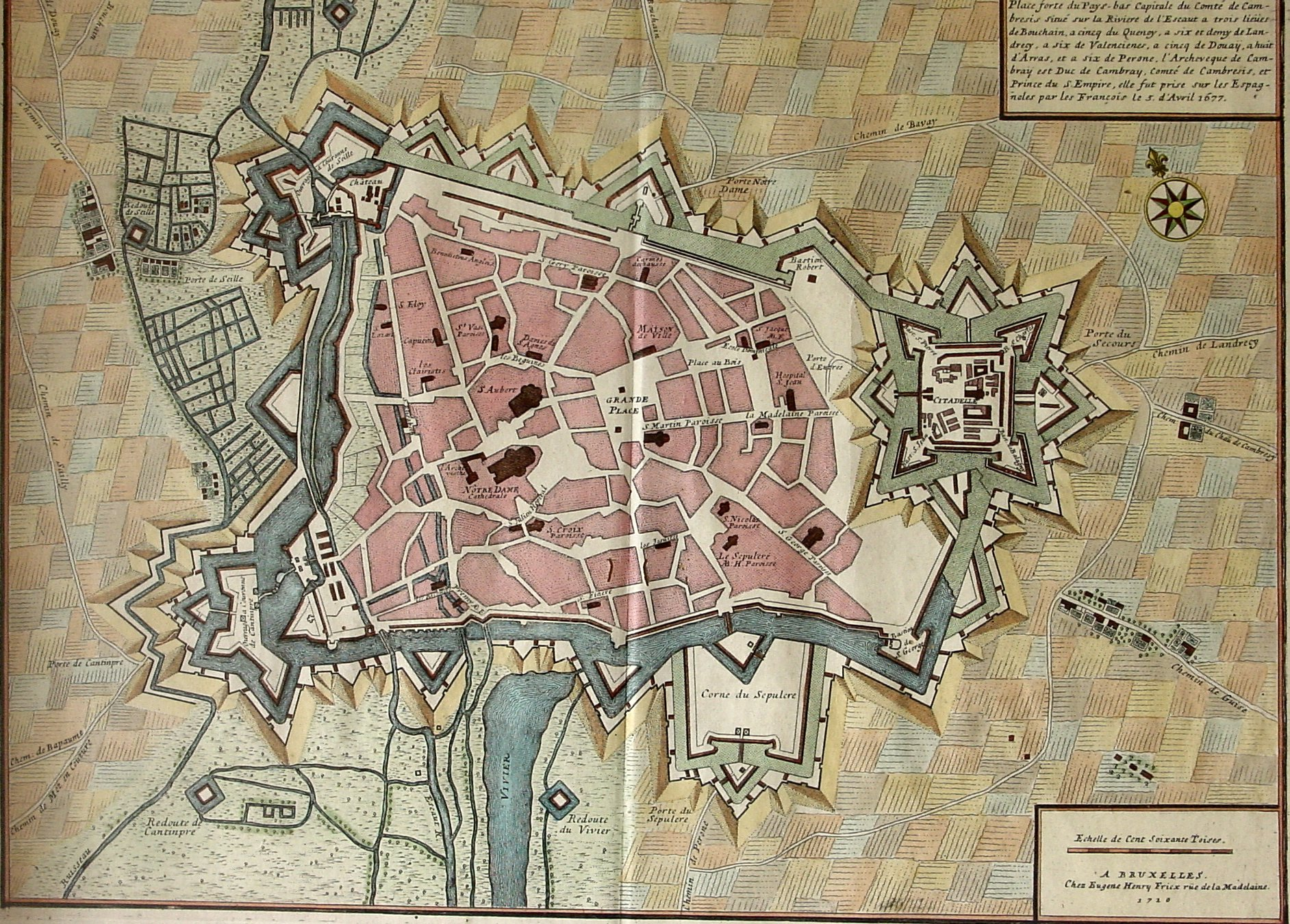
カンブレーの地図、1710年。

3月22日、ルイ14世とラ・フイヤード元帥はアウォアンに移動、包囲を指揮した。リュクサンブール元帥はラ・マルリエール（la Marlière）に、ロルジェ元帥はエコドゥーヴル、ションベールはラミイに向かった。ルーヴォワ、シモン・アルノー・ド・ポンポンヌ、フランソワ・ド・ラ・シェーズらも同伴した。
フランス軍の軍勢は歩兵38個大隊と騎兵48個大隊で4万人以上であり、一方カンブレーの守備軍は4千人程度だった。
ヴォーバンが包囲を指揮した。カンブレーは孤立して救援軍の望みがなく、北側が脆弱なままだったため、フランス軍はノートル＝ダム門（Notre-Dame）近くで塹壕を掘りはじめ、ピカルディからの平民7千人により、塹壕掘りは素早く行われた。
3月30日、フランス軍は砲撃をはじめ、半月堡3か所とその守備軍を攻撃した。4月1日にも半月堡への攻撃を続け、2日にはセレス門（Selles）とノートル＝ダム門（Notre-Dame）の間にある半月堡を攻撃した。
5日、フランス軍が防御工事を突破すると、カンブレーの町は降伏したが、駐留軍はカンブレー城に篭城した。フランス軍は続いて歩道で塹壕を掘った。11日から12日にかけての夜、フランス軍の兵士150人が戦死した。ルイ14世はその報復としてサント・シャルル稜堡（Saint Charles）を攻撃したが、カンブレー総督は降伏を拒否した。
17日、フランス軍の指揮官が爆弾2枚で要塞を倒壊させる用意ができたと宣言すると、戦闘で足を負傷したカンブレー総督ペドロ・デ・サバラは降伏した。ルイ14世はアウォアンでフランソワ・ド・ラ・シェーズのミサに出席しているとき、降伏の報せを受けた。
19日、降伏の交渉が終わると、サバラはカンブレー城の鍵をルイ14世に渡した。29日間の包囲でフランス軍に1,200人の損害を強いたスペイン軍は2千人を連れて、栄誉をもって退去した。
20日、ルイ14世はカンブレーに入城、テ・デウムを命じた後カンブレー城を訪れたが、カンブレー城の守備が彼の想像したものよりも弱かったという。
21日、ルイ14世はセゼン侯爵（Cezen）をカンブレー総督に任命、エシェヴァンを新しく14人任命したもののプレヴォーは留任させた。その後、ルイ14世はカンブレーを離れてドゥーエーに向かった。

## その後
カンブレーが歴史ある都市であり、カンブレー司教領も名声があったためルイ14世の栄光はさらにまばゆいものとなった。アダム・フランス・ファン・デル・メーレンがカンブレーを主題に多くの版画や絵画を創作、ニコラ・ボアロー＝デプレオーもカンブレーについての詩を詠った。
1678年8月10日のナイメーヘンの和約により、カンブレーは正式にフランスに編入された。